# Romantic Warriors
„Romantic Warriors“ (в превод Романтични воини) е петият студиен албум на групата Модърн Токинг. Албумът е писан в момент, когато вече Дитер Болен и Томас Андерс са в много влошени отношения. Томас се явява само в студиото за половин час на ден да се разпява, а Дитер работи неуморно до продуцирането му. Това е най-критичния момент от живота му – когато работи със силна депресия и получава язва на стомаха. Албумът се различава от всички предишни с по-твърдото си роково звучене. Две от песните му са в стил поп-рок – Blinded for your love и You and Me. В него се намира баладата We still have a dreams, която първоначално е запланувана да излезе като самостоятелна балада на Томас Андерс още през късната есен на 1986 г., но Болен отказва да я издаде. При записа на този албум са използвани за първи път живи, оригинални инструменти и по-малко синтезатори и компютър. Песента Don’t Worry не е пусната никъде като сингъл, но е записана и в дълга версия и е доста успешна. Всички песни в този албум са хитови и звучат доста добре. Това е първият албум в който освен баладите Like A Hero и We Still Have Dreams има бързи песни, без високи припеви – Blinded for your love, You and Me, Operator Gimme 609.
Главен хит от албума е песента Jet airliner. – написана, като впечатление от дългите авиопътувания на дуета за техните турнета по света. Излиза като сингъл на 18 май 1987 г. и достига 7-о място в класацията на 22 юни 1987, като прекарва 5 седмици в Топ 10, а албумът достига до 3-та позиция на 6 юли и е в Топ 10 също 5 седмици.1 Въпреки развалените отношения между членовете на дуета и постоянните стълкновения между двамата, които излизат в пресата, сингъла и албума са все още в Топ 10, което говори за бавно стихващата им популярност. По всичко си личи обаче, че краят на проекта е наближил. Основната причина е постоянното вмешателство на Нора в техните дела и контрола, който оказва над мъжа си Томас Андерс, който от своя страна води една примиренческа линия на поведение. Най-лошото е, че се прави на много изненадан в своята книга „100% Андерс“, когато вижда Болен да основава собствена група „Блу Систем“, след като сам с безразличието си е оставил Норочка да шета в делата на групата, което води до логичния и завършек. В края на краищата никой няма да се съгласи да му подриват авторитета и да му провалят работата и да се прави на „ни лук ял, ни лук мирисал“. Като оценка по десетобалната система албумът заслужава твърдо 10.

## Списък с песните
1. „Jet Airliner“ – 4:19
2. „Like A Hero“ – 3:45
3. „Don’t Worry“ – 3:31
4. „Blinded By Your Love“ – 4:02
5. „Romantic Warriors“ – 3:59
6. „Arabian Gold“ – 3:43
7. „We Still Have Dreams“ – 3:06
8. „Operator Gimme 609“ – 3:39
9. „You And Me“ – 4:04
10. „Charlene“ – 3:50